# Ptilinop esplèndid
El ptilinop esplèndid (Ptilinopus pulchellus) és una espècie d'ocell de la família dels colúmbids (Columbidae) que habita els boscos de Nova Guinea, les illes Raja Ampat.